# Ajn asz-Szara
Ajn asz-Szara – wieś w Syrii, w muhafazie Damaszek. W 2004 roku liczyła 659 mieszkańców.